# Brownsboro Farm
Brownsboro Farm és una població dels Estats Units a l'estat de Kentucky. Segons el cens del 2000 tenia 676 habitants.

## Demografia
Segons el cens del 2000, Brownsboro Farm tenia 676 habitants, 235 habitatges, i 211 famílies. La densitat de població era de 1.535,3 habitants/km².
Dels 235 habitatges en un 37,9% hi vivien nens de menys de 18 anys, en un 79,6% hi vivien parelles casades, en un 8,9% dones solteres, i en un 10,2% no eren unitats familiars. En el 8,5% dels habitatges hi vivien persones soles el 6,4% de les quals corresponia a persones de 65 anys o més que vivien soles. El nombre mitjà de persones vivint en cada habitatge era de 2,88 i el nombre mitjà de persones que vivien en cada família era de 3,03.
Per edats la població es repartia de la següent manera: un 27,7% tenia menys de 18 anys, un 4,6% entre 18 i 24, un 21,3% entre 25 i 44, un 30,5% de 45 a 60 i un 16% 65 anys o més.
L'edat mediana era de 43 anys. Per cada 100 dones de 18 o més anys hi havia 88,1 homes.
La renda mediana per habitatge era de 76.445 $ i la renda mediana per família de 80.000 $. Els homes tenien una renda mediana de 52.396 $ mentre que les dones 37.143 $. La renda per capita de la població era de 30.807 $. Cap de les famílies i el 0,6% de la població estaven per davall del llindar de pobresa.

## Poblacions més properes
El següent diagrama mostra les poblacions més properes.